# Melasina gregaria
Melasina gregaria är en fjärilsart som beskrevs av Edward Meyrick 1916. Melasina gregaria ingår i släktet Melasina och familjen säckspinnare. Inga underarter finns listade i Catalogue of Life.